# ميخائيل كليفلاند
ميخائيل كليفلاند (بالإنجليزية: Michael Cleveland) هو عازف كمان ‏ أمريكي، ولد في 18 سبتمبر 1980.

## وصلات خارجية
- ميخائيل كليفلاند على موقع ميوزك برينز (الإنجليزية)
- ميخائيل كليفلاند على موقع ديسكوغز (الإنجليزية)